# Садовая улица (Одесса)
Садовая улица — улица в историческом центре Одессы, идёт от Торговой улицы и заканчивается пересечением с Преображенской улицей в районе Соборной площади, где имеет продолжением Дерибасовскую улицу.

## История
Историческое название улицы — Садовая — по многочисленным садам, разбитым на улице. На картах города с 1828 года.
3 октября 1911 года улица была переименована в улицу Столыпина, в честь трагически погибшего в сентябре того года премьер-министра России.
С установлением советской власти, 5 декабря 1920 года, улицу переименовывают в честь А. И. Хмельницкого (1889—1919), одессита, видного революционера-большевика.
Во время румынской оккупации, с 1941 года, улица снова носила название Садовой. Это название за улицей сохранилось и после освобождения Одессы в 1944 году.

## Достопримечательности

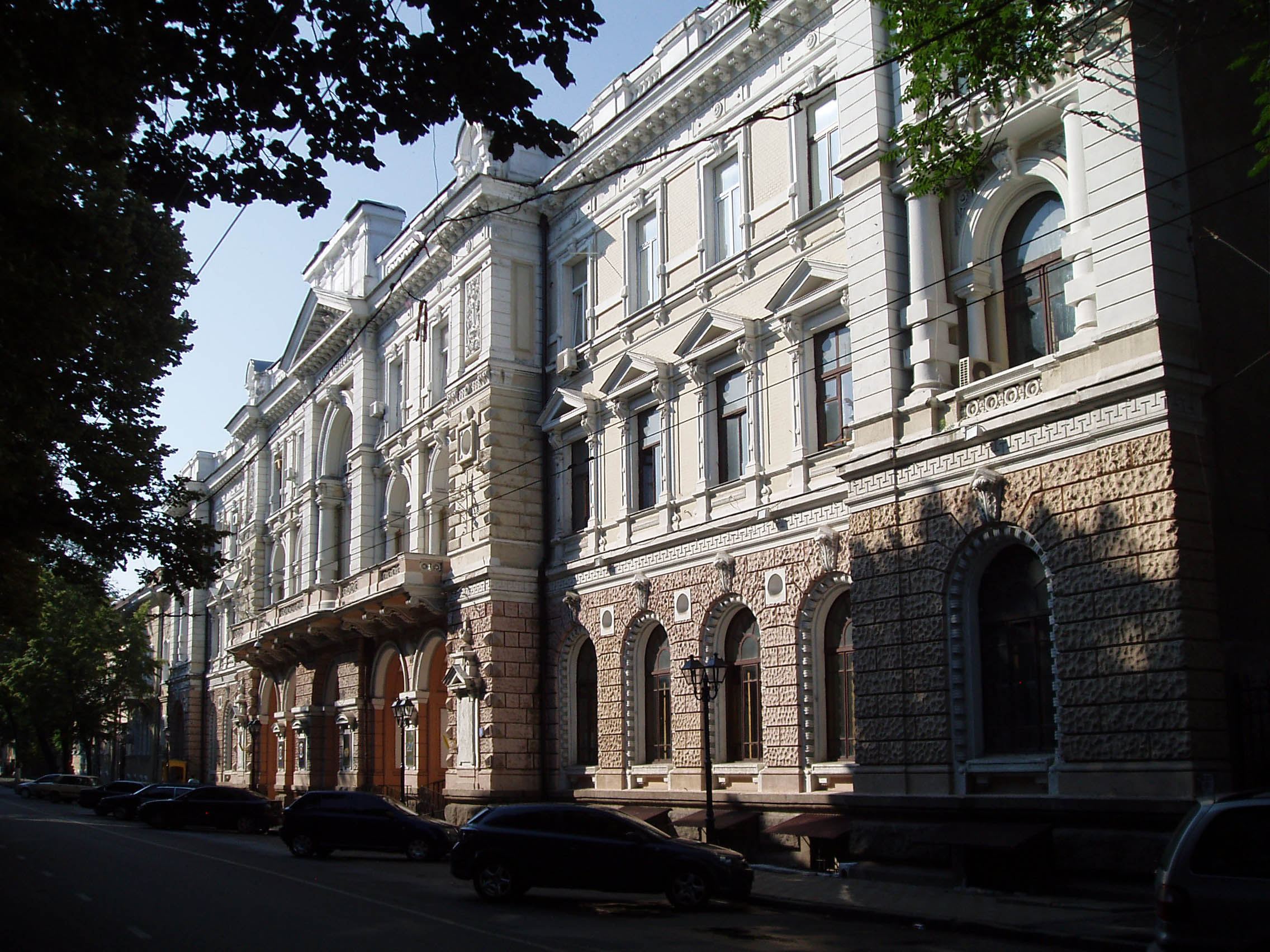
Здание главного почтамта

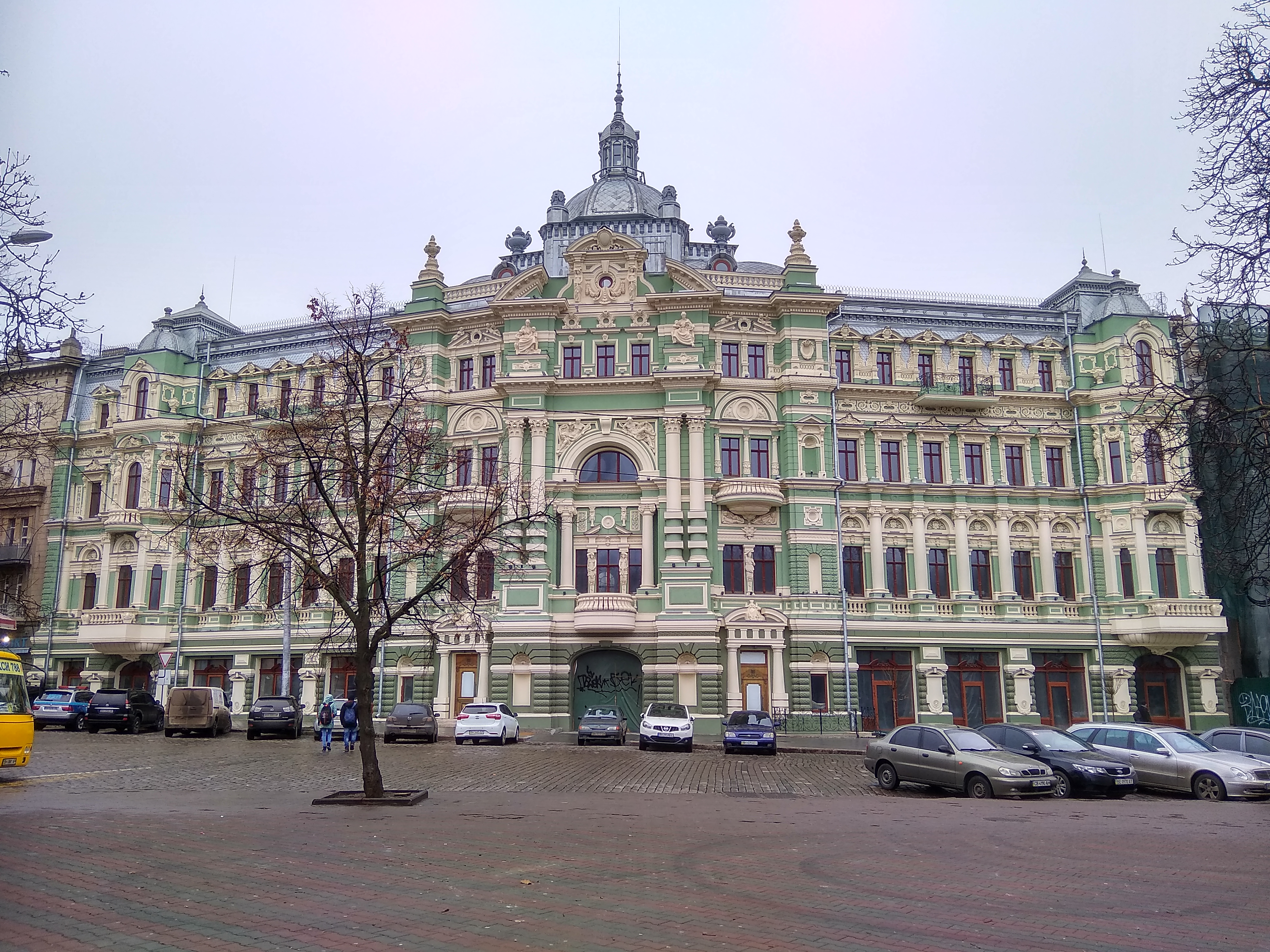
Дом Руссова

Д. 10 — Здание главного почтамта (1896—1898, архитекторы В. Ф. Харламов, В. А. Домбровский)
Д. 18 — Дом Ратнера
Д. 20 — Дом Рокка
Д. 21 — памятник архитектуры «дом Руссова» (1897—1900, архитектор проекта — Л. М. Чернигов, оформление фасада — В. И. Шмидт).

## Известные жители
В доме № 9 на углу жил актёр Иван Твердохлеб.